# PZL.23 Karaś
PZL.23 Karaś (рус. ПЗЛ. 23 Карась) — польский самолёт-бомбардировщик времён Второй мировой войны. Состоял на вооружении Польши, авиации Болгарии и Румынии.

## История
Самолёт разрабатывался в 1931—1932 гг. под руководством инженера Станислава Праусса.
Концепция машин подобного класса (т. н. «линейный самолёт») пришла из французской школы авиастроения. Они должны были проводить разведку прифронтовой территории и при удобном случае бомбить вражеские войска. PZL.23 Karaś создавался под влиянием истребителей Breguet XIX и Potez XXV. Первый прототип имел кодовое название PZL.23/I и изготавливался из металла. Оснащался британскими двигателями «PZL (Bristol Pegasus)» мощностью 590 л. с.
Испытания самолёта в 1934 году показали много проблем: неудачное расположение фюзеляжа, неверное расположение бомбового отсека и ограниченный радиус видимости пилота. Авиаконструкторы создали улучшенные модели P-23/II и Р-23/III, изменив там расположения фюзеляжа и бомбовых отсеков, расширив радиус обзора из кабины. В 1935 году прошли очередные авиаиспытания, включавшие в себя и серьёзные исследования аэродинамики самолёта. Однако после доработки поляки посчитали мощность двигателя недостаточной и начали закупать новые двигатели «PZL (Bristol) Pegasus IIM2» с мощностью 670 л. с.
Вскоре второй прототип разбился во время испытаний, сорвавшись в штопор 27.07.1935 недалеко от аэродрома Окенце, экипаж погиб. Лишь третья модель, взлетевшая в сентябре 1935 года с гражданским индексом SP-BCP стала образцом для создания машин. В 1936 году началось серийное производство самолётов, и за первый год поляки собрали 40 бомбардировщиков PZL.23A. Однако двигателей не хватало, что вынудило поляков закупить снова британские двигатели Bristol Pegasus VIII (выпускались по лицензии как Pegaz 8) с более высокой мощностью (710 л. с.). С 1936 по 1938 было произведено итого 240 машин новой модификации PZL.23B, предназначенной для бомбардировок. После этого из состава ВВС Польши были выведены устаревшие Breguet XIX и Potez XXV. В то же время новые самолёты использовались и для тренировок.
Самой лучшей модификацией авиамашины был самолёт PZL.43 с мощным двигателем компании Гном-Рон, который позволял развивать скорость до 365 км/ч и вести огонь из двух пулемётов PWU wz. 33 (замененных на PWU wz. 36 на самолётах модификации B). Болгария закупила 12 самолётов PZL.43 с двигателем Гном-Рон 14KFS (мощностью 900—930 л. с.) и 42 самолета PZL.43A с двигателем Гном-Рон 14N01 (мощность 950—1020 л. с.). 36 машин были доставлены в Болгарию перед началом Второй мировой войны.
Преемником «Карася» мог стать PZL.46 Sum, разработанный авиаконструктором Тадеушем Солтыком, в котором за основу был взят PZL.42 — вариант самолёта с двухкилевым вертикальным оперением и выдвижной гондолой стрелка, однако было изготовлено лишь два прототипа в 1938 г.

## Боевое применение
Сорок PZL.23A были поставлены польским ВВС в конце 1936 года. Из-за слабости двигателя, потолок самолёта был ограничен, он использовался после оснащения двойным управлением, лишь как учебный в авиашколах и по большей части в демблинском Центре авиационной подготовки.
С 1937 в войска попали 210 PZL.23B, ставших основным вооружением польских бомбардировочных и разведывательных «линейных эскадрилий», сменив бипланы Breguet Br.19, Potez 25 и Potez 27. К августу 1939 года небоевые потери составили 23 машины.
К началу войны в составе польских ВВС числились 224 PZL.23, входивших в состав пяти эскадрилий — № 21, 22, 55, 64, 65 (50 шт.) Бомбардировочной бригады и семи разведывательных эскадрилий Армии № 24, 31, 32, 34, 41, 42, 51 (64 шт.), а также учебных частей (45 шт.); 10 машин находились в резерве, 55 машин пребывали в ремонте. Таким образом, в первой линии было 114 самолётов; понесших вскоре высокие потери, составившие до 90 % от их начального количества.
11 PZL.23B и около двадцати PZL.23 эвакуированы в Румынию, где были интернированы, и позже перешли в местные ВВС, в рядах которых приняли участие в боевых действиях против Советского Союза. Ни один из тех самолетов не вернулся; остальные машины были впоследствии списаны. Последний остававшийся в Румынии PZL.23 летал до 1946 года, а болгарские были сняты с вооружения ещё в 1945.

## Параметры
| Характеристика                | Показатель               |
| ----------------------------- | ------------------------ |
| Производитель                 | PZL                      |
| Экипаж                        | 3                        |
| Двигатель                     | PZL Bristol Pegasus VIII |
| Мощность                      | 507 кВт/680 л. с.        |
| Размах крыльев                | 13,95 м                  |
| Длина                         | 9,68 м                   |
| Высота                        | 3,30 м                   |
| Площадь крыла                 | 26,80 м2                 |
| Масса пустая                  | 1983 кг                  |
| Масса взлётная                | 2893 кг                  |
| Максимальная скорость         | 319 км/ч                 |
| Минимальная скорость          | 110 км/ч                 |
| Дальность полета              | 1260 км                  |
| Максимальная скороподъёмность | 6,7 м/с                  |
| Потолок                       | 7300 м                   |

Один 7,9-мм передний пулемёт и два 7,7-мм пулемёта Vickers на турели, 700 кг бомбовой нагрузки.

## Модификации
- PZL.23/I — первый прототип с двигателем Bristol Pegasus IIM
- PZL.23/II — второй прототип (разрушен в катастрофе во время испытаний 27.07.1935)
- PZL.23/III — третий прототип SP-BCP
- PZL.23A — серийный образец
- PZL.23B — новый двигатель Bristol Pegasus VIII
- PZL.42 — прототип с двухкилевым вертикальным оперением и выдвижной гондолой стрелка
- PZL.43 — экспортный вариант, двигатель Гном-Рон 14KFS
- PZL.43A — экспортный вариант с более мощным двигателем Гном-Рон 14N01

## Операторы

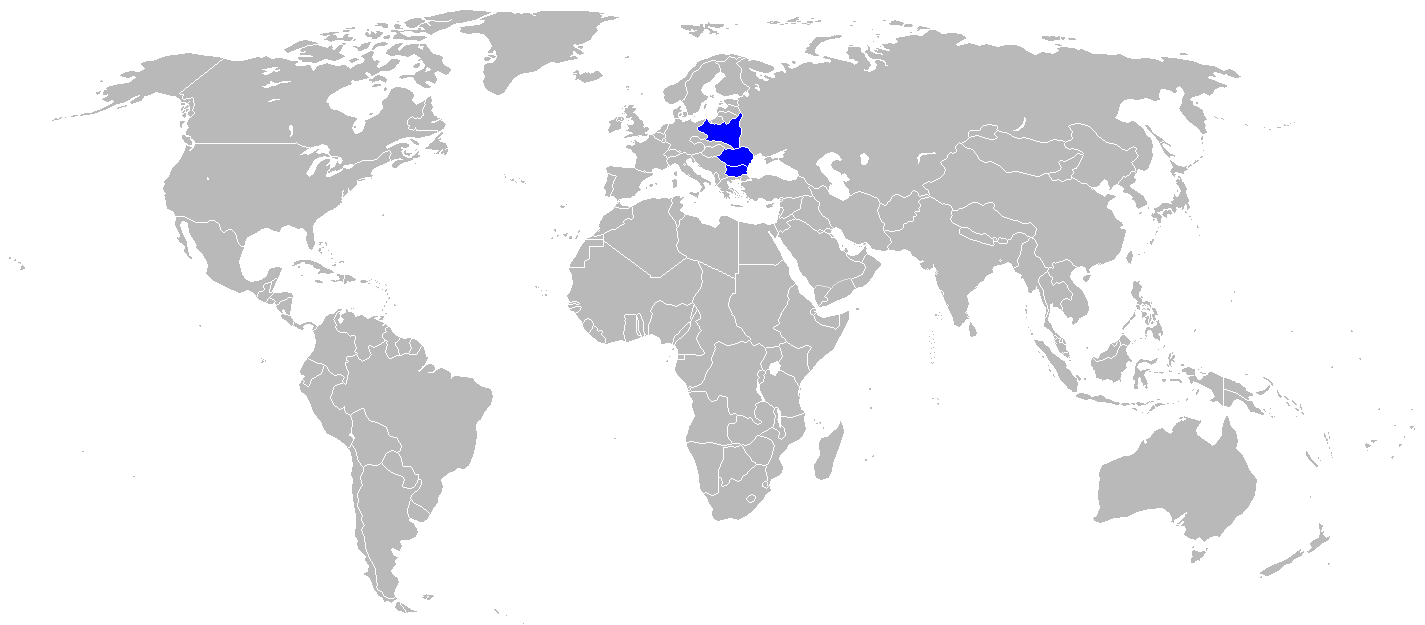
Операторы PZL.23.

- Воздушные силы Польши

- Военно-воздушные силы Румынии[1]

- Военно-воздушные силы Болгарии[2]

## Похожие самолёты
- ДАР-10
- Р-10
- Fairey Battle
- Vultee A-31 Vengeance
- Heinkel He 70
- Mitsubishi Ki-30

## Сохранившиеся PZL P.23
Ни один самолёт не сохранился, лишь в краковском Музее польской авиации экспонируется двигатель «Карася».

## Самолёт в сувенирной и игровой индустрии
Известны модели «Карася», выпускаемые следующими фирмами:
- «Heller» 80247 PZL P.23 A/B 1:72
- «Master Craft» PZL P.23B 1/72
- «Mirage Hobby», PZL P.23B 1:48, также PZL.43A в вариантах польском и Люфтваффе.